# Jebusaea hammerschmidtii
Jebusaea hammerschmidtii är en skalbaggsart som beskrevs av Reiche 1878. Jebusaea hammerschmidtii ingår i släktet Jebusaea och familjen långhorningar.
Artens utbredningsområde är Iran. Inga underarter finns listade i Catalogue of Life.